# Dirk Blocker
Dennis Dirk Blocker, född 31 juli 1957 i Hollywood, Los Angeles, Kalifornien, är en amerikansk skådespelare. Blocker är bland annat känd för rollen som polisen Michael Hitchcock i komediserien Brooklyn Nine-Nine. 
Han är son till den amerikanske skådespelaren Dan Blocker, som spelade Hoss Cartwright i Bröderna Cartwright.

## Filmografi i urval
- 1974 – Lilla huset på prärien (TV-serie) (Abel Makay i avsnittet "School Mum")
- 1980 – Lyft Titanic
- 1982 – Poltergeist
- 1984 – Starman
- 1987 – Mörkrets furste
- 1989 – Cutting Class
- 1989 – Pink Cadillac
- 1993 – Short Cuts
- 2004 – Deadwood (TV-serie)
- 2009 – Criminal Minds (TV-serie)
- 2013–2021 – Brooklyn Nine-Nine (TV-serie)